# 木島平米ブランド研究会
木島平米ブランド研究会（きじまだいらまいぶらんどけんきゅうかい）は、長野県下高井郡木島平村にあるブランド米の生産並びに販売を行う研究組織である。平成15年に第9回、環境保全型農業コンクール農林水産大臣賞を受賞。

## 沿革
- 2003年（平成15年）- 第9回 環境保全型農業コンクール農林水産大臣賞受賞。
- 2005年（平成17年）- 4月27日、発足。
- 2008年（平成20年）- 11月24日～25日、第10回 米・食味分析鑑定コンクール（山形県南陽市）総合部門特別優秀賞（山倉徳保、佐藤正市、品種コシヒカリ）を受賞。
  - 12月15日、平成24年 第14回米・食味分析鑑定コンクール：国際大会の開催が決定。
- 2009年（平成21年）- 4月、木島平米プロジェクトを立ち上げる。
  - 11月28日～29日、第11回米・食味分析鑑定コンクール（福島県天栄村）総合部門金賞（佐藤正市、品種コシヒカリ）特別優秀賞（竹内農園、丸山勝敏、土屋喜久夫、佐藤公敏、品種コシヒカリ）を受賞。
- 2010年（平成22年）- 11月20日～21日、第12回 米・食味分析鑑定コンクール：国際大会（島根県松江市）総合部門特別優秀賞（丸山由文、吉川昭、品種コシヒカリ）を受賞。
- 2011年（平成23年）- 11月22日～23日、第13回米・食味分析鑑定コンクール：国際大会（群馬県川場村）総合部門金賞（吉川昭、品種コシヒカリ）特別優秀賞（佐藤正市、丸山勝敏、品種コシヒカリ）を受賞。[1]
- 2012年（平成24年）- 11月22日～23日、第14回米・食味分析鑑定コンクール：国際大会を地元で開催。総合部門金賞（竹内芳次郎、品種コシヒカリ）特別優秀賞（竹内昭芳、品種コシヒカリ）を受賞。
- 2013年（平成25年）- 4月1日、農林水産省より出向で木島平村総合企画課長に荒井秀明が就任。[2]
- 11月23日～24日、第15回米・食味分析鑑定コンクール：国際大会（宮城県七ヶ宿町）総合部門金賞（佐藤正市、竹内昭芳、佐藤公敏、品種コシヒカリ）特別優秀賞（堀政則、吉川昭、品種コシヒカリ）を受賞。[3][4][5]
- 2014年（平成26年）-11月23日～24日、第16回米・食味分析鑑定コンクール：国際大会（青森県田舎館村）総合部門金賞（竹内昭芳、品種コシヒカリ）特別優秀賞（佐藤正市、吉川昭、佐藤公敏、品種コシヒカリ）を受賞。
- 2015年（平成27年）-11月22日～23日、第17回米・食味分析鑑定コンクール：国際大会（石川県小松市）総合部門金賞（吉川昭、佐藤公敏、品種コシヒカリ）特別優秀賞（竹内昭芳、山嵜徹、品種コシヒカリ）を受賞。
- 2016年（平成28年）-12月3日～4日、第18回米・食味分析鑑定コンクール：国際大会（熊本県菊池市）総合部門金賞（丸山勝敏、吉川昭、品種コシヒカリ）を受賞。
- 2017年（平成29年）-11月25日～26日、第19回米・食味分析鑑定コンクール：国際大会（山形県真室川町）総合部門金賞（山嵜智之、佐藤公敏、品種コシヒカリ）特別優秀賞（吉川昭、品種コシヒカリ）を受賞。「木島平米ブランド研究会」は米・食味分析鑑定コンクール国際大会国際総合部門5年連続金賞受賞により、『ゴールドプレミアムライスAAA』と認められ、最高名誉の団体表彰を受賞。国内4団体目の受賞。

## 概要
- 組合員 57人
- 代表 嘉部正義
- 水田面積 約90ha（村内水田面積 378ha）
- 事務局 木島平村産業課農林係